# Luca Turilli
Pour son groupe, voir Luca Turilli (groupe).
Luca Turilli, né le 5 mars 1972 à Trieste, est un compositeur, arrangeur et producteur italien, claviériste, pianiste et guitariste.
Constamment engagé dans divers projets musicaux, il a toujours déclaré aimer la musique "à 360 degrés". Luca Turilli s’est consacré à de multiples genres musicaux, allant de la trance et de la musique électronique de ses premières compositions au métal symphonique et « cinématique » inspiré des musiques de films, jusqu'aux compositions pop/metal modernes et pour piano de ses productions actuelles.
Il est connu pour avoir été l'ancien guitariste soliste (entre 1993 et 2011) et le cofondateur du groupe de power metal Rhapsody of Fire, ainsi que le leader du groupe Luca Turilli's Rhapsody, qu'il a formé à la suite de son départ de Rhapsody of Fire. Il officie actuellement dans le groupe Turilli/Lione Rhapsody qu'il a formé avec l'ancien chanteur de Rhapsody of Fire Fabio Lione.   

## Biographie

### Enfance et débuts
Luca Turilli est né le 5 mars 1972 à Trieste, en Italie. Son père est musicien et joue du violoncelle et d'autres instruments dans un orchestre. Luca Turilli découvre son amour pour la guitare à l'âge de 16 ans. Il prend alors des cours de guitare et de piano. Élevé à l'école d'Yngwie Malmsteen, Luca se passionne pour la musique classique et, comme Malmsteen auparavant, étudie de près les grands compositeurs classiques ou baroques notamment Vivaldi, Paganini, et Bach.  

### Avec Rhapsody of Fire et en solo (1993-2011)
En 1993, il forme avec son ami Alex Staropoli le groupe Thundercross. Après une première démo publiée en 1994, le groupe change de nom en 1995 pour devenir Rhapsody, puis Rhapsody of Fire à partir de 2006. En parallèle de cela, son objectif est d'intégrer l'armée italienne. Mais il renonce finalement à ce projet, puisqu'il sera atteint d'un cancer. 
En 1999, il forme en parallèle de Rhapsody of Fire son projet solo dont le premier album, "King of the Nordic Twilight", est publié le 24 novembre 1999. S'ensuivront alors deux autres albums, "Prophet of the Last Eclipse" et "The Infinite Wonders of Creation", sortis respectivement en 2002 et 2006. Il forme un autre projet solo sous le nom Luca Turilli's Dreamquest. Il publie alors l'album "Lost Horizons" le 18 juillet 2006.

### Avec Luca Turilli's Rhapsody (2011-2018)
En août 2011, après 15 ans et 10 albums vendus en 1.5 million de copies, Rhapsody of Fire se décide à une scission : Alex Staropoli décide de continuer avec Rhapsody of Fire, tandis que Luca Turilli forme son propre groupe. D'abord envisagé sous le seul nom Rhapsody, il se résout d'ajouter son nom et son prénom pour des raisons légales. Ainsi, Luca Turilli's Rhapsody est né. Cette nouvelle formation entraîne l'arrêt de tous ses projets solo.
Le groupe publie alors deux albums, Ascending to Infinity, le 22 juin 2012 sous le label Nuclear Blast Records, ainsi que Prometheus, Symphonia Ignis Divinus le 19 juin 2015, sous le même label. Ce dernier album sera d'ailleurs ressorti le 9 décembre 2016 et remixé en Dolby Atmos, ce qui constitue une première dans l'histoire de la musique. La compilation comprend également deux performances live enregistrées dans plusieurs lieux différents, comme en témoignent les différentes langues parlées. 
En 2017, Luca Turilli entame avec ses anciens comparses de Rhapsody of Fire (sans Alex Staropoli) une tournée d'adieux sous le nom Rhapsody Reunion. 

### Avec Turilli/Lione Rhapsody (depuis 2018)
Le 21 décembre 2018, après l'avoir annoncé comme en pause « pour une durée indéterminée », il annonce finalement la fin de Luca Turilli's Rhapsody, puisqu'il entame un nouveau projet avec Fabio Lione sous le nom Turilli Lione Rhapsody. Le groupe nouvellement formé rentre par ailleurs en studio pour enregistrer leur premier album. D'anciens membres de Rhapsody of Fire complètent d'ailleurs le line-up, comme Dominique Leurquin, Patrice Guers ou bien Alex Holzwarth. Le groupe lance par ailleurs une campagne de crowdfunding sur Indiegogo, avec un objectif de 40 000 euros atteint au bout de 10 jours. 
C'est le 5 juillet 2019, sous le label Nuclear Blast, que le groupe publie son premier album Zero Gravity (Rebirth and Evolution).

## Style et influences
Alors que la plupart des guitaristes tendent à inclure des improvisations blues, Luca Turilli essaie toujours de travailler avec des éléments baroques et classiques, ainsi qu'avec des arpèges. Il est de ce fait considéré par les spécialistes comme un des guitaristes les plus importants et des plus influents dans le power metal. Par sa passion pour le cinéma, Luca Turilli définira lui-même son style comme du "Hollywood Metal", qui se veut être une connexion entre l'univers metal et la musique de film. 

## Discographie

### Rhapsody Of Fire

#### Albums
- Legendary Tales (1997)
- Symphony of Enchanted Lands (1998)
- Dawn of Victory (2000)
- Rain of a Thousand Flames (2001)
- Power of the Dragonflame (2002)
- Symphony of Enchanted Lands II: The Dark Secret (2004)
- Triumph or Agony (2006)
- The Frozen Tears of Angels (2010)
- From Chaos to Eternity (2011)

#### EP
- The Dark Secret (2004)
- The Cold Embrace of Fear – A Dark Romantic Symphony (en) (2010)

#### Singles
- Emerald Sword (1998)
- Holy Thunderforce (2000)
- The Magic Of The Wizard's Dream (en) (2005)

#### Live
- Live In Canada 2005 (2006)

#### Compilations
- Tales from the Emerald Sword Saga (2004)
- Twilight Symphony (2008)

### Luca Turilli

#### Albums
- King of the Nordic Twilight (1999)
- Prophet of the Last Eclipse (2002)
- The Infinite Wonders of Creation (2006)

#### Single
- The Ancient Forest of Elves (1999)

#### EP
- Demonheart (2002)

### Luca Turilli's Dreamquest

#### Albums
- Lost Horizons (2006)

#### Singles
- Virus (2006)

### Luca Turilli's Rhapsody

#### Albums
- Ascending to Infinity (2012)
- Prometheus, Symphonia Ignis Divinus  (2015)

### Turilli / Lione Rhapsody
- 2019 : Zero Gravity (Rebirth and Evolution)

## Contributions
- 2000 : Reprise de Guardians sur l'album The Keepers of Jericho: A Tribute to Helloween
- 2001 : Composition d'un titre (Unknown Fighter) pour le second album du groupe lyonnais Dyslesia : Who Dares Wins.
- 2003 : Contribution dans l'album Epica de Kamelot dans le morceau Descent Of The Archangel